# Кейт Неш
Кейт Неш (англ. Kate Nash; нар. 6 липня 1987) — англійська авторка-виконавиця, композиторка, музикантка, акторка й кінорежисерка. 
Здобула широку популярність у Великій Британії завдяки музичному хіту «Foundations» (2007). Її дебютний альбом «Made of Bricks» посів перше місце у Великій Британії та № 36 у США.

## Дискографія

### Студійні альбоми
- Made of Bricks (2007)
- My Best Friend Is You (2010)
- Girl Talk (2013)
- Yesterday Was Forever (2018)

## Фільмографія
| Рік       | Назва                                         | Роль                         | Примітки |
| --------- | --------------------------------------------- | ---------------------------- | -------- |
| 2012      | Greetings from Tim Buckley                    | Carol                        |          |
| 2013      | Сироп                                         | Beth                         |          |
| 2013      | Powder Room                                   | Michelle                     |          |
| 2014      | The Distortion of Sound                       | Себе саму                    |          |
| 2015      | The Devil You Know                            | Bridget Bishop               | Пілот    |
| 2017–2019 | Блиск                                         | Ронда «Britannica» Річардсон |          |
| 2018      | Drop the Mic                                  | Себе саму                    |          |
| 2019      | Horrible Histories: The Movie — Rotten Romans | Boudicca                     |          |